# Neomocena
Neomocena is een geslacht van vlinders van de familie slakrupsvlinders (Limacodidae).

## Soorten
- N. brunneocrossa Janse, 1964
- N. convergens (Hering, 1928)